# Daniel Zampieri
Daniel Zampieri (ur. 22 maja 1990 w Rzymie) – włoski kierowca wyścigowy.

## Kariera

### Formuła Renault
Zampieri karierę rozpoczął w roku 1998, od startów w kartingu. W 2006 roku przeszedł do wyścigów samochodów jednomiejscowych, debiutując w cyklu Formuły Renault. Startując w latach 2006–2008 w europejskim oraz włoskim cyklu, najlepiej spisał się w ostatnim roku startów, kiedy to zajął odpowiednio 12. i 9. miejsce. W sezonach 2006–2007 Włoch brał udział również w zimowej edycji Włoskiej Formuły Renault, zajmując odpowiednio 9. oraz 2. pozycję w końcowej klasyfikacji.

### Formuła 3
W 2009 roku awansował do Włoskiej Formuły 3. W zespole BVM – Target Racing, nieoczekiwanie sięgnął po tytuł mistrzowski. W ciągu szesnastu wyścigów dziewięciokrotnie stanął na podium, z czego cztery razy na najwyższym stopniu. Z włoską stajnią wziął udział również w prestiżowym wyścigu Masters of Formula 3. Nie spisał się jednak najlepiej, zajmując dopiero 21. pozycję. Z inną włoską ekipą Prema Powerteam, wziął udział w prestiżowym wyścigu o Grand Prix Makau (nie ukończył).

### Azjatycka Seria GP2
W październiku odbył testy z brazylijskim zespołem Piquet GP (od drugiej rundy na torze w Abu Zabi Rapax Team), startującym w przedsionku Formuły 1 – GP2. W tym samym miesiącu został potwierdzony jako jeden z etatowych kierowców na sezon Azjatyckiej Serii GP2. W przeciągu sześciu wyścigów, nie zdobył jednak punktów, najlepiej spisując się podczas drugiego wyścigu w Bahrajnie, gdzie zajął 8. miejsce. Podczas ostatniej rundy zimowego serialu, został zastąpiony przez Brazylijczyka Luiza Razię, który miał podpisany kontrakt na starty w głównej edycji.

### Formuła Renault 3.5
Na sezon 2010 Daniel podpisał kontrakt z hiszpańską ekipą Pons Racing, na udział w Formule Renault 3.5. W ciągu siedemnastu wyścigów Włoch sześciokrotnie dojechał na punktowanej pozycji, z czego dwukrotnie na drugim miejscu. Ostatecznie zmagania w serii zakończył na 9. lokacie.
Na kolejny sezon Zampieri zmienił zespół na włoski BVM - Target. Największym jego osiągnięciem była czwarta pozycja podczas niedzielnego wyścigu na torze Circuit de Spa-Francorchamps. Łącznie sześciokrotnie Włoch zapunktował. Ostatecznie z 28 punktami Zampieri zakończył sezon na 16 lokacie w klasyfikacji końcowej.
W 2012 roku Zampieri pojawił się w serii jedynie podczas rundy na torze Silverstone. Zastąpił on w zespole BVM – Target Siergieja Sirotkina, lecz po upływie dwóch wyścigów został zmieniony przez Węgra Tamása Pál Kissa. Z jednym punktem uplasował się na 27 pozycji w klasyfikacji generalnej.

### Formuła 1
Dzięki zwycięstwu we Włoskiej Formule 3, Włoch dostał szansę odbycia testów z włoską stajnią F1 – Scuderia Ferrari. Obecnie należy do programu rozwoju młodych kierowców włoskiej stajni.

## Statystyki
| Sezon   | Seria                                    | Zespół                   | Wyścigi | Zwycięstwa | PP | NO | Podium | Punkty | Pozycja |
| ------- | ---------------------------------------- | ------------------------ | ------- | ---------- | -- | -- | ------ | ------ | ------- |
| 2006    | Europejski Puchar Formuły Renault 2.0    | BVM Minardi              | 6       | 0          | 0  | 0  | 0      | 1      | 28      |
| 2006    | Włoska Formuła Renault                   | BVM Minardi              | 9       | 0          | 0  | 0  | 0      | 0      | NS      |
| 2006    | Włoska Formuła Renault (edycja zimowa)   | BVM Minardi              | 4       | 0          | 0  | ?  | 0      | 50     | 9       |
| 2007    | Europejski Puchar Formuły Renault 2.0    | Cram Competition         | 14      | 0          | 0  | 0  | 0      | 4      | 22      |
| 2007    | Włoska Formuła Renault                   | Cram Competition         | 14      | 0          | 0  | 1  | 0      | 80     | 15      |
| 2007    | Włoska Formuła Renault (edycja zimowa)   | Cram Competition         | 4       | 0          | 0  | 0  | 1      | 86     | 2       |
| 2008    | Europejski Puchar Formuły Renault 2.0    | BVM Minardi              | 12      | 0          | 0  | 1  | 1      | 20     | 12      |
| 2008    | Włoska Formuła Renault                   | BVM Minardi              | 14      | 0          | 0  | 0  | 2      | 158    | 9       |
| 2009    | Włoska Formuła 3                         | BVM – Target Racing      | 16      | 4          | 5  | 3  | 9      | 173    | 1       |
| 2009    | Masters of Formula 3                     | BVM – Target Racing      | 1       | 0          | 0  | 0  | 0      | N/A    | 21      |
| 2009    | Grand Prix Makau                         | Prema Powerteam          | 1       | 0          | 0  | 0  | 0      | N/A    | NS      |
| 2009–10 | Azjatycka Seria GP2                      | Piquet GP                | 6       | 0          | 0  | 0  | 0      | 0      | 22      |
| 2009–10 | Azjatycka Seria GP2                      | Rapax Team               | 6       | 0          | 0  | 0  | 0      | 0      | 22      |
| 2010    | Formuła Renault 3.5                      | Pons Racing              | 16      | 0          | 0  | 1  | 2      | 51     | 9       |
| 2011    | Formuła Renault 3.5                      | BVM–Target               | 17      | 0          | 0  | 0  | 0      | 29     | 16      |
| 2012    | Formuła Renault 3.5                      | BVM–Target               | 2       | 0          | 0  | 0  | 0      | 1      | 27      |
| 2013    | Blancpain Endurance Series - GT3 Pro Cup | Kessel Racing            | 5       | 1          | 0  | 0  | 1      | 50     | 4       |
| 2013    | Gulf 12 Hours - GT3                      | Kessel Racing            | 1       | 0          | 0  | 0  | 1      | N/A    | 3       |
| 2013    | 6 Hours of Rome - GT3                    | Kessel Racing            | 1       | 0          | 0  | 0  | 1      | N/A    | 3       |
| 2013    | Spanish GT Championship                  | Kessel Racing            |         |            |    |    |        | 2      | 23      |
| 2013    | International GT Open - GTS              | Kessel Racing            | 4       | 0          | 0  | 0  | 0      | 0      | NS      |
| 2014    | Blancpain Endurance Series - Pro-Am Cup  | SMP Racing Russian Bears | 1       | 0          | 0  | 0  | 0      | 0      | NS      |
| 2014    | European Le Mans Series - GTE            | JMW Motorsport           | 3       | 0          | 0  | 0  | 2      | 40     | 8       |

## Wyniki w Azjatyckiej Serii GP2
| Legenda oznaczeń w tabelach wyników Wyświetl szablon na nowej stronie | Legenda oznaczeń w tabelach wyników Wyświetl szablon na nowej stronie                                                                     |
| Oznaczenie                                                            | Wyjaśnienie |
| --------------------------------------------------------------------- | --- |
| Złoty                                                                 | Zwycięzca lub mistrzostwo |
| Srebrny                                                               | 2. miejsce lub wicemistrzostwo |
| Brązowy                                                               | 3. miejsce lub II wicemistrzostwo |
| Zielony                                                               | Ukończył, punktował (w klasyfikacji generalnej, gdy zdobył co najmniej jeden punkt na przestrzeni sezonu, poza trzema powyższymi opcjami) |
| Niebieski                                                             | Ukończył, nie punktował (w klasyfikacji generalnej, gdy nie zdobył co najmniej jednego punktu na przestrzeni sezonu)                      |
| Czerwony                                                              | Nie zakwalifikował się (NZ) |
| Czerwony                                                              | Nie prekwalifikował się (NPK) |
| Różowy                                                                | Nie ukończył (NU) |
| Różowy                                                                | Niesklasyfikowany (NS) (w klasyfikacji generalnej, gdy nie został sklasyfikowany w żadnym wyścigu sezonu)                                 |
| Czarny                                                                | Zdyskwalifikowany (DK) |
| Czarny                                                                | Wykluczony (WYK/EX) |
| Biały                                                                 | Nie wystartował (NW) |
| Biały                                                                 | Kontuzjowany (K/INJ) |
| Biały                                                                 | Wyścig odwołany (OD/C) |
| Bez koloru                                                            | Został wycofany (WYC/WD) |
| Bez koloru                                                            | Nie przybył (NP/DNA) |
| Bez koloru                                                            | Nie brał udziału w treningach (NT/DNP) |
| Bez koloru                                                            | Nie został zgłoszony (–) |
| Pogrubienie                                                           | Start z pole position |
| Kursywa                                                               | Najszybsze okrążenie wyścigu |
| †                                                                     | Nie ukończył, ale jego rezultat został zaliczony ze względu na przejechanie więcej niż 90% dystansu wyścigu.                              |
| *                                                                     | Sezon w trakcie |
| 1/2/3                                                                 | Punktowana pozycja w sprincie kwalifikacyjnym                                                                                             |
| Lista systemów punktacji Formuły 1                                    | |

| Rok       | Zespół          | Wyniki w poszczególnych eliminacjach | Wyniki w poszczególnych eliminacjach | Wyniki w poszczególnych eliminacjach | Wyniki w poszczególnych eliminacjach | Wyniki w poszczególnych eliminacjach | Wyniki w poszczególnych eliminacjach | Wyniki w poszczególnych eliminacjach | Wyniki w poszczególnych eliminacjach | Punkty | Pozycja |
| --------- | --------------- | ------------------------------------ | ------------------------------------ | ------------------------------------ | ------------------------------------ | ------------------------------------ | ------------------------------------ | ------------------------------------ | ------------------------------------ | ------ | ------- |
| 2009/2010 | Piquet GP Rapax | ARE                                  | ARE                                  | ARE                                  | ARE                                  | BHR                                  | BHR                                  | BHR                                  | BHR                                  | 0      | 22      |
| 2009/2010 | Piquet GP Rapax | 15                                   | NU                                   | NU                                   | 15                                   | 11                                   | 8                                    | -                                    | -                                    | 0      | 22      |

## Wyniki w Formule Renault 3.5
| Legenda oznaczeń w tabelach wyników Wyświetl szablon na nowej stronie | Legenda oznaczeń w tabelach wyników Wyświetl szablon na nowej stronie                                                                     |
| Oznaczenie                                                            | Wyjaśnienie |
| --------------------------------------------------------------------- | --- |
| Złoty                                                                 | Zwycięzca lub mistrzostwo |
| Srebrny                                                               | 2. miejsce lub wicemistrzostwo |
| Brązowy                                                               | 3. miejsce lub II wicemistrzostwo |
| Zielony                                                               | Ukończył, punktował (w klasyfikacji generalnej, gdy zdobył co najmniej jeden punkt na przestrzeni sezonu, poza trzema powyższymi opcjami) |
| Niebieski                                                             | Ukończył, nie punktował (w klasyfikacji generalnej, gdy nie zdobył co najmniej jednego punktu na przestrzeni sezonu)                      |
| Czerwony                                                              | Nie zakwalifikował się (NZ) |
| Czerwony                                                              | Nie prekwalifikował się (NPK) |
| Różowy                                                                | Nie ukończył (NU) |
| Różowy                                                                | Niesklasyfikowany (NS) (w klasyfikacji generalnej, gdy nie został sklasyfikowany w żadnym wyścigu sezonu)                                 |
| Czarny                                                                | Zdyskwalifikowany (DK) |
| Czarny                                                                | Wykluczony (WYK/EX) |
| Biały                                                                 | Nie wystartował (NW) |
| Biały                                                                 | Kontuzjowany (K/INJ) |
| Biały                                                                 | Wyścig odwołany (OD/C) |
| Bez koloru                                                            | Został wycofany (WYC/WD) |
| Bez koloru                                                            | Nie przybył (NP/DNA) |
| Bez koloru                                                            | Nie brał udziału w treningach (NT/DNP) |
| Bez koloru                                                            | Nie został zgłoszony (–) |
| Pogrubienie                                                           | Start z pole position |
| Kursywa                                                               | Najszybsze okrążenie wyścigu |
| †                                                                     | Nie ukończył, ale jego rezultat został zaliczony ze względu na przejechanie więcej niż 90% dystansu wyścigu.                              |
| *                                                                     | Sezon w trakcie |
| 1/2/3                                                                 | Punktowana pozycja w sprincie kwalifikacyjnym                                                                                             |
| Lista systemów punktacji Formuły 1                                    | |

| Rok  | Zespół      | Wyniki w poszczególnych eliminacjach | Wyniki w poszczególnych eliminacjach | Wyniki w poszczególnych eliminacjach | Wyniki w poszczególnych eliminacjach | Wyniki w poszczególnych eliminacjach | Wyniki w poszczególnych eliminacjach | Wyniki w poszczególnych eliminacjach | Wyniki w poszczególnych eliminacjach | Wyniki w poszczególnych eliminacjach | Wyniki w poszczególnych eliminacjach | Wyniki w poszczególnych eliminacjach | Wyniki w poszczególnych eliminacjach | Wyniki w poszczególnych eliminacjach | Wyniki w poszczególnych eliminacjach | Wyniki w poszczególnych eliminacjach | Wyniki w poszczególnych eliminacjach | Wyniki w poszczególnych eliminacjach | Punkty | Pozycja |
| ---- | ----------- | ------------------------------------ | ------------------------------------ | ------------------------------------ | ------------------------------------ | ------------------------------------ | ------------------------------------ | ------------------------------------ | ------------------------------------ | ------------------------------------ | ------------------------------------ | ------------------------------------ | ------------------------------------ | ------------------------------------ | ------------------------------------ | ------------------------------------ | ------------------------------------ | ------------------------------------ | ------ | ------- |
| 2010 | Pons Racing | ARA                                  | ARA                                  | BEL                                  | BEL                                  | MON                                  | CZE                                  | CZE                                  | FRA                                  | FRA                                  | HUN                                  | HUN                                  | DEU                                  | DEU                                  | GBR                                  | GBR                                  | CAT                                  | CAT                                  | 51     | 9       |
| 2010 | Pons Racing | 2                                    | NU                                   | 12                                   | 2                                    | NU                                   | NU                                   | 15                                   | 5                                    | 11                                   | 13                                   | 4                                    | 4                                    | DK                                   | EX                                   | 6                                    | NU                                   | DK                                   | 51     | 9       |
| 2011 | BVM-Target  | ARA                                  | ARA                                  | BEL                                  | BEL                                  | ITA                                  | ITA                                  | MON                                  | DEU                                  | DEU                                  | HUN                                  | HUN                                  | GBR                                  | GBR                                  | FRA                                  | FRA                                  | CAT                                  | CAT                                  | 28     | 16      |
| 2011 | BVM-Target  | 9                                    | 21                                   | 18                                   | 4                                    | NU                                   | 17                                   | 14                                   | 7                                    | 9                                    | 12                                   | 9                                    | NU                                   | 13                                   | 13                                   | 8                                    | 12                                   | NU                                   | 28     | 16      |
| 2012 | BVM-Target  | ARA                                  | ARA                                  | MON                                  | BEL                                  | BEL                                  | DEU                                  | DEU                                  | RUS                                  | RUS                                  | GBR                                  | GBR                                  | HUN                                  | HUN                                  | FRA                                  | FRA                                  | CAT                                  | CAT                                  | 1      | 27      |
| 2012 | BVM-Target  | -                                    | -                                    | -                                    | -                                    | -                                    | -                                    | -                                    | -                                    | -                                    | 10                                   | NU                                   | -                                    | -                                    | -                                    | -                                    | -                                    | -                                    | 1      | 27      |